# Pulau Pramuka
Pulau Pramuka är en ö i Indonesien. Den ligger i den västra delen av landet, 60 km norr om huvudstaden Jakarta.